# Michel Onfray

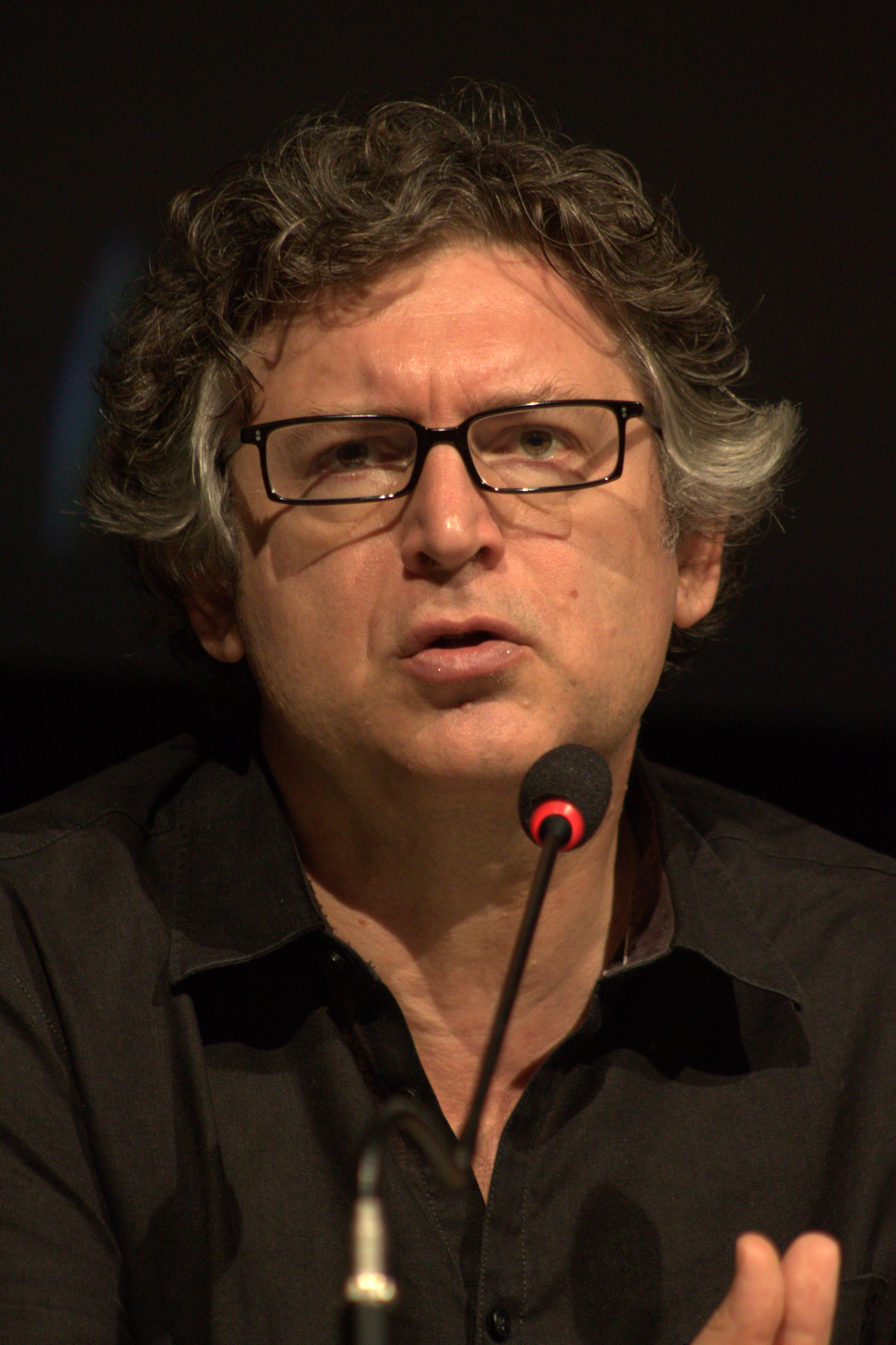
Michel Onfray 2012

Michel Onfray (* 1. Januar 1959 in Argentan, Normandie) ist ein französischer Philosoph, Schriftsteller und Begründer der Université populaire de Caen.

## Leben
Onfray wurde in die Familie eines Landarbeiters in der Normandie geboren. Er hat einen jüngeren Bruder. Aufgrund zerrütteter familiärer Verhältnisse wurde er im Alter von zehn Jahren in eine von Salesianern betriebene Lehranstalt gegeben, wo er auf einen handwerklichen Beruf vorbereitet werden sollte. In späteren Veröffentlichungen berichtet Onfray über wiederholten sexuellen Missbrauch in den vier Jahren, die er in der Anstalt verbrachte. Nach weiteren drei Jahren in anderen Internaten suchte er „das Weite“ und begann ein Studium der Philosophie, das er mit der Promotion abschloss.
Ab 1983 unterrichtete Onfray an einer höheren berufsbildenden Schule in Caen philosophische Fächer. 1989 veröffentlichte er sein erstes von mittlerweile dutzenden philosophischen Büchern. 2002 schied er aus dem Staatsdienst aus und gründete die Université populaire de Caen, eine freie Volksuniversität. Onfray unterrichtet dort Philosophie mit einem Fokus auf nach seiner Auffassung marginalisierten hedonistischen Philosophen. Das Resultat des ersten Studiengangs wurde in einer 9-bändigen Contre-histoire de la philosophie (2006–2013) veröffentlicht.
Im Frühjahr 2020 gründete Onfray die Zeitschrift Front Populaire.
Onfray war seit 1977 liiert mit Marie-Claude Ruel, die 2013 infolge einer Krebserkrankung starb.

## Positionen
Michel Onfray begann seine publizistische Tätigkeit 1989 mit der Wiederentdeckung des vergessenen französischen Philosophen Georges Palante, der Anfang des 20. Jahrhunderts mit seinen Veröffentlichungen als ein Linksnietzscheaner hervortrat. Onfray gab die wichtigsten Schriften Palantes neu heraus und schrieb eine Monographie über ihn. Onfray sah sich als Fortsetzer des Denkens Palantes und wollte einen zeitgemäßen Linksnietzscheanismus begründen. Er schrieb zahlreiche Bücher in diesem Geiste, von denen einige sowohl in Frankreich als auch durch Übersetzungen große Beachtung fanden. Sein größter Bucherfolg bisher war 2005 der Traité d'athéologie. Physique de la métaphysique, von dem in wenigen Monaten mehr als 200.000 Exemplare verkauft wurden und bereits Übersetzungen in mehreren Sprachen erschienen sind.
Onfrays Denken schließt an die antike epikureische und hedonistische Philosophie an und verfolgt deren zeitweise schmale Traditionslinie bis in unsere Zeit (vgl. seine Contre-histoire / Gegengeschichte der Philosophie). Auf dieser Grundlage übt er Kritik an jeglicher transzendentalen Philosophie und an den Religionen, insbesondere an den monotheistischen. Onfray vertritt die Ansicht, dass der Glaube an Gott keineswegs hilfreich, sondern sogar schädlich und gefährlich sei. Dagegen setzt er eine erneuerte Philosophie des Hedonismus.
Einige Rezensenten loben Schärfe und Stil seiner Schriften. Andere kritisieren, dass er im Grunde nichts Neues bringe („Onfray rennt zumindest mit Teilen seines Buches offene Türen ein“, schreibt Peter Hölzle), aber auch, dass seine „Polemik“ (Kai Köhler) wenig differenziert sei.
Politisch ist Onfray Laizist und „libertärer Kapitalist“, der sich auf Theoretiker wie Pierre-Joseph Proudhon bezieht. Bei den französischen Präsidentschaftswahlen 2002 votierte er für Olivier Besancenot, den Kandidaten der trotzkistischen Ligue communiste révolutionnaire. Außerdem unterstützte er den Front de gauche als linke Sammlungsbewegung. Seit seiner genaueren Beschäftigung mit Albert Camus um 2010 änderte Onfray seine politische Position. Er betrachtet sich weiterhin als „links“, kritisiert aber als Vertreter eines „zeitgemäßen Postanarchismus“ scharf Positionen der verschiedenen linken Parteien, etwa die Gendertheorie, die Zustimmung zur Europäischen Union – er kritisiert vor allem den Vertrag von Maastricht scharf – oder die unkritische Haltung zum Islam. Dabei stimmt er auch Argumenten von Autoren der Rechten wie Alain de Benoist oder Éric Zemmour zu, wenn er sie für triftig hält. Anlässlich der Präsidentschaftswahl 2017 erklärte er, seine Stimme nicht abzugeben, weil ihn keiner der Kandidaten überzeugt habe. Mit seiner scharfen und umfassenden Kritik fuhr er bis 2020 fort.

## Veröffentlichungen
Monografien
- 1989: Le ventre des philosophes. Critique de la raison diététique.
  - Deutsche Ausgabe: Der Bauch der Philosophen. Kritik der diätetischen Vernunft. Übersetzt von Eva Moldenhauer. Campus, Frankfurt am Main 1990 ISBN 3-593-34293-6
- 1989: Physiologie de Georges Palante. Portrait d’un nietzschéen de gauche.
- 1990: Cynismes. Portrait du philosophe en chien.
  - Deutsche Ausgabe: Der Philosoph als Hund. Vom Ursprung des subversiven Denkens bei den Kynikern. Übersetzt von Eva Moldenhauer. Campus, Frankfurt am Main 1991 ISBN 3-593-34417-3.
- 1991: L’art de jouir. Pour un matérialisme hédoniste.
  - Deutsche Ausgabe (Teil 1): Der sinnliche Philosoph. Über die Kunst des Genießens. Übersetzt von Eva Moldenhauer. Campus, Frankfurt am Main 1992 ISBN 3-593-34711-3
  - Deutsche Ausgabe (Teil 2): Philosophie der Ekstase. Übersetzt von Eva Moldenhauer. Campus, Frankfurt am Main 1993 ISBN 3-593-34832-2
- 1995: La raison gourmande. Philosophie du goût.
  - Deutsche Ausgabe: Die genießerische Vernunft. Die Philosophie des guten Geschmacks. Übersetzt von Leopold Federmair. Elster, Baden-Baden ISBN 3-89151-241-4.
- 1996: Les formes du temps. Théorie du Sauternes.
  - Deutsche Ausgabe: Die Formen der Zeit. Theorie des Sauternes. Übersetzt von Markus Sedlaczek. Merve Verlag, Berlin ISBN 3-88396-148-5.
- 1997: Politique du rebelle. Traité de résistance et d’insoumission.
  - Deutsche Ausgabe: Der Rebell. Plädoyer für Widerstand und Lebenslust. Übersetzt von Petra Willim. Klett-Cotta, Stuttgart 2001 ISBN 3-608-91937-6.
- 2000: Théorie du corps amoureux. Pour une érotique solaire.
  - Deutsche Ausgabe: Theorie des verliebten Körpers. Für eine solare Erotik. Übersetzt von Ronald Voullié. Merve Verlag, Berlin 2001 ISBN 3-88396-167-1.
- 2001: Antimanuel de philosophie. Leçons socratiques et alternatives.
- 2002: Célébration du génie colérique. Tombeau de Pierre Bourdieu.
- 2002: L’invention du plaisir. Fragments cyrénaïques.
- 2003: Féeries anatomiques.
- 2004: La philosophie féroce.
- 2004: La communauté philosophique. Manifest pour l’Université populaire.
- 2005: Traité d’athéologie. Physique de la métaphysique.
  - Deutsche Ausgabe: Wir brauchen keinen Gott. Warum man jetzt Atheist sein muß. Übersetzt von Bertold Galli. Piper, München 2006 ISBN 3-492-04852-8.
- 2006: La sagesse tragique. Du bon usage de Nietzsche.
- 2006: La puissance d’exister. Manifeste hédoniste. Grasset, Paris ISBN 978-2-246-71691-4.
  - Deutsche Ausgabe: Die reine Freude am Sein. Wie man ohne Gott glücklich wird. Übersetzt von Helmut Reuter. Piper, München 2008 ISBN 978-3-492-05136-1.
- 2007: La pensée de midi. Archéologie d’une gauche libertaire. Galilée, Paris ISBN 978-2-7186-0755-9.
- 2008: Le souci des plaisirs. Construction d’une érotique solaire. Flammarion, Paris ISBN 978-2-08-121632-7.
- 2010: Nietzsche: Se créer Liberté. Mit Illustrator Maximilien Le Roy. Les Éditions du Lombard, Brüssel ISBN 978-2-8036-2650-2.
- 2010: Le Crépuscule d’une idole. L’Affabulation freudienne, Grasset, Paris ISBN 2-246-76931-0.
  - Deutsche Ausgabe: Anti Freud. Die Psychoanalyse wird entzaubert. Übersetzt von Stephanie Singh. Knaus, München 2011 ISBN 978-3-8135-0408-8.
- 2010: Apostille au Crépuscule. Pour une psychanalyse non freudienne, Grasset, Paris ISBN 2-246-75781-9.
- 2012: L’ordre libertaire. La vie philosophique d’Albert Camus. Flammarion, Paris ISBN 978-2-08-126441-0.
  - Deutsche Ausgabe: Im Namen der Freiheit. Leben und Philosophie des Albert Camus. Übersetzt von Stephanie Singh. Knaus, München 2013 ISBN 978-3-8135-0533-7.
- 2012: Le Postanarchisme expliqué à ma grand-mère : Le principe de Gulliver, Galilée, Paris, 2012 ISBN 978-2-7186-0878-5.
- 2014: La passion de la méchanceté. Sur un prétendu divin marquis. Éditions Autremont, Paris ISBN 978-2-7467-3955-0.
- 2015: Cosmos. Vers une sagesse sans morale. Flammarion, Paris ISBN 978-2-08-129036-5.
- 2017: Décadence. Vie et mort du judéo-christianisme. Flammarion, Paris ISBN 978-2-08-138092-9.
  - Deutsche Ausgabe: Niedergang. Aufstieg und Fall der abendländischen Kultur. Übersetzt von Enrico Heinemann und Stephanie Singh. Knaus, München 2018, ISBN 978-3-8135-0793-5.
- 2019: Théorie de la dictature, Robert Laffon, Paris 2019 ISBN 9782290231494.
  - Deutsche Ausgabe: Theorie der Diktatur. Übersetzt von Mária Schmidt, Jungeuropa Verlag, Dresden 2021 ISBN 978-3-948145-08-8.

Mehrbändige Werke
- Journal hédoniste (5 Bände: 1996, 1998, 2001, 2007, 2013)
- Contre-histoire de la philosophie, Grasset, Paris:
  - 2006/Bd. 1: Les sagesses antiques – de Leucippe à Diogène d’Oenanda.
  - 2006/Bd. 2: Le christianisme hédoniste – de Simon le magicien à Montaigne.
  - 2007/Bd. 3: Les libertins baroques – de Charron à Spinoza.
  - 2007/Bd. 4: Les ultras des lumières – de Meslier à Sade.
  - 2008/Bd. 5: L’eudémonisme social – de Godwin à Bakounine.
  - 2009/Bd. 6: Les radicalités existentielles – Thoreau, Schopenhauer, Stirner.
  - 2011/Bd. 7: La construction du surhomme – Guyau, Nietzsche.
  - 2013/Bd. 8: Les freudiens hérétiques – Gross, Reich, Fromm.
  - 2013/Bd. 9: Les consciences réfractaires – Politzer, Nizan, Camus, Beauvoir.

## Sekundärliteratur
- Emile Jalley (Hrsg.): Anti-Onfray. L’Harmattan, Paris 2010, 3 vols.
  - vol. 1: Sur Freud et la psychanalyse. ISBN 978-2-296-11782-2.
  - vol. 2: Les réactions au livre de Michel Onfray – débat central, presse, psychanalyse. ISBN 978-2-296-12950-4.
  - vol. 3: Les réactions au livre de Michel Onfray – clinique, psychopathologie, philosophie, lettres, histoire, sciences sociales, politique, réactions de l’étranger, le décret scélérat sur la psychothérapie. ISBN 978-2-296-13199-6.
- Elisabeth Roudinesco: Doch warum so viel Hass? Eine Erwiderung auf Michel Onfrays „Anti-Freud“. Turia + Kant, Wien 2011 ISBN 978-3-85132-640-6.